# Provincial Airlines
Provincial Airlines — канадська регіональна авіакомпанія зі штаб-квартирою в місті Сент-Джонс (Ньюфаундленд і Лабрадор), що виконує регулярні пасажирські і вантажні рейси, а також забезпечує роботи в області дистанційного зондування Землі та екологічного моніторингу.
Портом приписки авіакомпанії і її головним транзитним вузлом (хабом) є Міжнародний аеропорт Сент-Джонс.

## Історія
Авіакомпанія Provincial Airlines була утворена в серпні 1972 року як чартерний перевізник аеропорту Сент-Джонс та навчально-тренувального центру пілотів місцевих авіаліній. У 1980 році компанія відкрила перші регулярні пасажирські рейси. У 1980-х роках Provincial Airlines уклала контракт на забезпечення морського спостереження за прибережною зоною провінції Ньюфаундленд і Лабрадор, в рамках якого створила власне дочірнє підрозділ «Atlantic Airways», що діяло аж до кінця 1989 року. У 1988 році Provincial Airlines придбала іншу канадську авіакомпанію Eastern Flying Service, яка працювала з 1956 року й мала велику мережу кур'єрських авіаперевезень.
У 1995 році була створена ще одна дочірня структура Interprovincial Airlines, в завдання якої входили тільки регулярні пасажирські перевезення. У тому ж році був укладений партнерський договір з авіакомпанією місцевого значення Air Nova на виконання регулярних рейсів з аеропортів узбережжя Лабрадору, що закінчився в 2001 році з поглинанням Air Nova магістральної авіакомпанією Air Canada.
В даний час авіаперевезення в аеропортах узбережжя здійснюються за партнерським договором з іншою канадською компанією «Innu Mikun Airlines», яка фактично вже є структурним підрозділом Provincial Airlines.

## Маршрутна мережа
Станом на березень 2009 року авіакомпанія Provincial Airlines виконувала регулярні пасажирські рейси в 19 аеропортів провінцій Квебек і Ньюфаундленд і Лабрадор:
- Ньюфаундленд і Лабрадор
  - Аеропорт Черчил-Фолс
  - Аеропорт Дір-Лейк
  - Аеропорт Гуоз-Бей
  - Аеропорт Хопдейл
  - Аеропорт Макковік
  - Аеропорт Нейн
  - Аеропорт Натуашиш
  - Аеропорт Поствілл
  - Аеропорт Ріголет
  - Сент-Ентоні
  - Міжнародний аеропорт Сент-Джонс
  - Аеропорт Стівенвілл
  - Аеропорт Вабуш

- Квебек
  - Аеропорт Ля-Роман
  - Аеропорт Люрд-де-Блан-Саблон
  - Міжнародний аеропорт імені П'єра Еліота Трюдо
  - Аеропорт Наташкан
  - Аеропорт Сен-Огюстен
  - Аеропорт Сет-Іль

## Флот
Станом на 15 листопада 2009 року повітряний флот авіакомпанії Provincial Airlines складали наступні літаки:
- 7 Bombardier Dash 8 Series 102/106 (два літака в «мокрому» лізингу в Береговій охороні Нідерландських Антильських островів і Аруби, один лайнер в лізинг з авіакомпанії Regional 1)
- 6 Beechcraft 200 Super King Air
- 1 Fairchild Metro III
- 4 de Havilland Canada DHC-6 Twin Otter
- 1 Cessna Citation S550
- 1 de Havilland Canada DHC-3 Otter
- 2 Saab 340A